# ヤンタ鹿鳴館
ヤンタ鹿鳴館（ヤンタろくめいかん）は、大阪市此花区西九条にかつてあったライブハウス。YANTA鹿鳴館とも表記する。
1995年、店名を西九条 BRAND NEW（にしくじょうブランニュー）に変更、現在も営業中。

## 概要・歴史
1985年ごろに堺市のスタジオヤンタが市内に進出して設立、しばらくして後ライブハウスとなる。創立者は山根康広の父、山根克巳。ちなみにヤンタとは山根康広のニックネームだといわれる。当時、大阪にはバハマともう1店舗キャンディーホールというヘヴィメタルの2大中心地的なライブハウスがあったが、騒音問題などからこのキャンディーホールが閉店。そこのスタッフが多数流れてヤンタ鹿鳴館が始まった。
ヘヴィメタルのハコとして名を成したが、時代の流れとブッキングマネージャーの趣味とともにポップス、ヴィジュアル系へと徐々にシフトしていった。
全盛期には400バンドが出演。東京のライブステーションやプレイハウスとの共催イベントなどで盛り上がり、バンドブームにバンド、ミュージシャンを多数輩出した。またLuis-Maryを事務所契約バンドとしてデビューさせ、ヴィジュアル系のメッカとして認識されるに至った。
1995年から名前と装いを変えて西九条ブランニューとして営業中。2015年10月から12月までBRAND NEW 20th ANNIVERSARY SPECIALを開催。

## 主な出身バンド、ミュージシャン
- シャ乱Q
- BY-SEXUAL
- 山根康広
- 餃子大王
- Luis-Mary（T.M.Revolutionの西川貴教がVo）
- ナムチェバザール
- GARLIC BOYS
- SOPHIA
- CUTY-CUTE